# Семюел Декстер
Се́мюел Де́кстер (англ. Samuel Dexter; 14 травня 1761, Бостон, Массачусетс — 4 травня 1816, там само) — американський політик-федераліст.

## Коротка біографія
Син священика, 1781 року закінчив Гарвардський університет. Декстер вивчав право під керівництвом майбутнього генерального прокурора США Леві Лінкольна у Вустері. Він почав свою кар'єру у 1784 році як адвокат у місті Луненбург, штат Массачусетс. Протягом 1788-1790 років — член Палати представників Массачусетса.
Він був членом Палати представників США з 1793 по 1795 рік і членом Сенату США з 1799 по 1800 рік.
Декстер працював міністром війни США з 1800 по 1801 рік під керівництвом президента Джона Адамса. Він також був міністром фінансів з січня по травень 1801. Пізніше він відмовився бути послом в Іспанії.
Він повернувся до Бостона у 1805 році і відновив юридичну практику. Він вийшов з партії федералістів, щоб підтримати республіканські уявлення про англо-американську війну 1812 року і він був невдалим кандидатом на посаду губернатора штату Массачусетс у 1814 і 1815 роках.
Декстер помер 4 травня 1816 незадовго до свого 55-річчя і був похований на кладовищі Маунт Оберн у Кембриджі (штат Массачусетс).